# Homokmégy
Homokmégy là một thị trấn thuộc hạt Bács-Kiskun, Hungary. Thị trấn này có diện tích 70,32 km², dân số năm 2010 là 1354 người, mật độ 19 người/km².